# Latinae Sodalitatis Teschini
Latinae Sodalitatis Teschini – towarzystwo, które skupiało miłośników łaciny, biegle posługujących się tym językiem. Zostało założone w 1731 roku w Cieszynie przez Leopolda Innocenza Polzera, ówczesnego syndyka, późniejszego burmistrza. Istniało do 1782 roku.